# Schacksgade
Schacksgade er en kort gade mellem Nørre Farimagsgade og Nansensgade i Nørrevold-kvarteret i Indre By (København).
Gaden er opkaldt efter greve Hans Schack (1609-1676), der spillede en vigtig rolle i forsvaret af København under svenskernes belejring 1658-1660.

## Gaden i dag
Schacksgade blev anlagt i slutningen af 1870’erne og er en del af et område, hvor flere gader er opkaldt efter personer, der deltog i Københavns forsvar under belejringen.